# Liebe (Inoue)
Liebe (Originaltitel:死と恋と波と Shi to koi to nami) ist eine Sammlung von drei Kurzgeschichten von Yasushi Inoue.  Sie erschien erstmals 1954. Die deutsche Übersetzung von Richmod Bollinger erschien 2012 im Suhrkamp-Verlag.

## Tod, Liebe und Wellen
Sugi, ein beruflich erfolgloser Erbe eines Industrieunternehmens, reist aus Tokio in die Stadt K. an der Endstation der Kisesai-Linie. Dort nimmt er sich ein Zimmer in einem Hotel und lernt dort Nami kennen, die als Grund ihrer Reise das lateinische Wort „Mors“ (Tod) nennt.
Beide kommen sich näher und Nami nennt als Grund für ihre Verzweiflung eine unglückliche Beziehung zu einem Tanzlehrer. Sugi lässt sich von ihrer Verzweiflung anstecken und hat selbst Selbstmordpläne. Währenddessen liest er jeden Abend auf seinem Zimmer aus dem Buch Aufzeichnungen einer Reise in den Orient.
Nachdem er Nami von einem Selbstmordversuch abhalten konnte, wächst in Sugi der Wunsch, zu leben.

## Der Steingarten
Uomi Jirô verbringt mit seiner Frau Mitsuko die gemeinsame Hochzeitsreise in Kyoto. Dort erinnert er sich bei einem Spaziergang in den Parks und im Ryôanji an seine Studienzeit, die er ebenfalls in dieser Stadt verbracht hat. Er erinnert sich auch an einen gemeinsamen Spaziergang mit seiner damaligen Freundin Rumi, die er für Mitsuko verließ, da sie auf ihn einen ungebildeten Eindruck machte. Während des damaligen Spaziergang geschah es aber, dass die Schönheit Kyotos dem Treffen einen höheren Sinn gegeben hat.
Am nächsten Tag ist Mitsuko verschwunden. Im Hotel liest Uomi ihren Abschiedsbrief, in dem sie die Trennung bedauert, aber auch erwähnt, dass sie in Zukunft alleine leben möchte. Sie erwähnt auch eine vergangene Liebesaffäre, die sie bisher verschwiegen hatte.

## Der Hochzeitstag
Karaki Shunkichi ist Witwer. Er war mit Kanako verheiratet, einer Frau, die im nicht besonders gefiel und die er nicht sehr liebte. Einmal unternahm er mit ihr einen Ausflug nach Hakone. Da Karaki sehr geizig war, verzichteten die beiden auf viele Annehmlichkeiten. Nach der Rückkehr nach Hause spürte Kanako im Bett ein Kältegefühl. Karaki legte sich ans sie und fühlte sich zum ersten Mal verliebt.

## Kritik
„Die Erzählungen, lobt der Rezensent zunächst, sind "kraftvoll und gut lesbar". Dann gerät er richtig ins Schwärmen: über die "überragende Formulierkunst", das "Genie des Abwägens und Verstehens", das in den Geschichten deutlich werde und die "weise, humorvolle Energie", die allenthalben spürbar sei. Die "chronikale Distanznahme", die der Rezensent als formales Hauptmerkmal der Texte Inoues bestimmt, habe einen süchtig machenden Effekt, bekennt Dittberner begeistert und empfiehlt das Buch jedem, der wissen will, was die "Menschengeschichte zusammenhält".“

## Ausgaben
Yasushi Inoue: Liebe. Aus dem Japanischen von Richmod Bollinger. Frankfurt/Main: Suhrkamp, 2012, ISBN 978-3-518-46389-5